# Роман із ключем
Роман із ключем — світські романи, поширені в Іспанії XVI століття і Франції XVII століття, у яких за умовними історичними або міфологічними персонажами вгадувалися тогочасні придворні. Найчастіше до такого роману додавався «ключ» — список, де вказувалося, хто з придворних зашифрований за тим чи іншим персонажем.
Автор роману з ключем, як правило, виставляв своїх сучасників у непривабливому світлі, розкривав відомості про негласні зв'язки між впливовими фігурами. Основна інтенція автора такого роману — сатирична. Оскільки алюзії на сучасників були зрозумілі тільки обмеженому колу ознайомлених, це захищало автора від переслідувань з боку можновладців.
Прототипом роману з ключем була «Аргеніда» — політичний роман Джона Берклі.